# آرون فراي
آرون فراي (بالإنجليزية: Arron Fray)‏ هو لاعب كرة قدم بريطاني، ولد في 1 مايو 1987 في إنجلترا في المملكة المتحدة. لعب مع كريستال بالاس.

## وصلات خارجية
- آرون فراي على موقع قاعدة بيانات كرة القدم.إي يو (الإنجليزية)
- آرون فراي على موقع Soccerbase.com (لاعب) (الإنجليزية)